# Jules Desnoyers
Jules Pierre François Stanislas Desnoyers o Jules Desnoyers va ser un geòleg, arqueòleg, espeleòleg i historiador francès del segle xix. Va néixer el 8 d'octubre de 1800 a Nogent-le-Rotrou, al departament d'Eure i Loir. Fill d'un notari, el van enviar a estudiar dret, però se sentia més atret per les ciències naturals. Es va llicenciar el 1825.
Jules Desnoyers va ser nomenat el 1825 secretari de la Société d'Histoire naturelle de París, i entre el 1831 i el 1832 secretari de la Societat geològica de França. El 1833 va entrar a treballar al Museu d'Història Natural de París com a ajudant en la secció de geologia. Més endavant va ocupar el lloc de cap de bibliotecaris del mateix museu i secretari de la Societat d'Història de França. Aquell mateix any 1834, va participar en el comitè per als treballs històrics i científics a càrrec de François Guizot, que li va encomanar dirigir la publicació dels documents inèdits relatius a la història de França. El 1841 va esdevenir membre de la comissió encarregada de l'organització dels arxius departamentals. En reconeixement pels seus treballs geològics i històrics va ingressar a l'Académie des inscriptions et belles-lettres el 1862. Ell va ser el creador el 1829 de la paraula «Quaternari» per fer referència al període geològic més recent.
Jules Desnoyers, interessat en l'estudi de la fauna antiga i en la troballa de fòssils humans, va fer incursions espeleològiques cercant cavernes habitades pels primitius humans o bé per animals. Com a conseqüència va escriure articles que van ser publicats al Diccionari universal d'història natural de d'Orbigny. Dins la seva contribució destaca els seus estudis sobre la hidrologia dels terrenys calcaris i amb guix. També va fer un primer estudi sobre microorganismes als paisatges càrstics.
Va morir a vuitanta-set anys al mateix poble on havia nascut, havent estat reconegut en vida pel govern del seu país amb el nomenament de cavaller de la Legió d'honor el 1837. Passava a la història per ser membre fundador de la Societat geològica de França; per ser el creador del nom Quaternari i també per ser un dels pioners en l'espeleologia francesa.

## Obres
- Memòria sobre el guix i els terrenys del Terciari al Cotentin (1825)
- Observacions sobre alguns sistemes de la formació oolítica del nord-oest de França (1825)
- Història de la decadència i la destrucció total del paganisme a les províncies de l'Imperi d'Occident (1832)
- Història de les diverses incursions dels àrabs d'Àsia i Àfrica a Itàlia (1838)
- Recerques geològiques i històriques sobre els ossos trobats dins cavernes i escletxes (1845)
- Observacions sobre els terrenys terciaris del nord-oest i oest de França (1852-53)
- Bibliografia històrica i arqueològica de França (1854)
- Topografia eclesiàstica de França durant l'edat mitjana i els temps moderns fins a 1790 (1854).